# PCLinuxOS
PCLinuxOS, abreviada  como PCLOS, es una minidistribución del sistema operativo GNU/Linux, enfocada a ofrecer una interfaz sencilla y elegante para el usuario.

## Historia
El antecesor sistema del actual PCLinuxOS era un sistema de paquetes RPM creado para mejorar las sucesivas versiones de la distribución Mandrake Linux (posteriormente denominada Mandriva Linux, tras unirse con Contectiva Linux). Estos paquetes fueron creados por un empaquetador (desarrollador) conocido como "Texstar". A partir del año 2000 hasta el 2003, Texstar mantuvo su repositorio de paquetes RPM en paralelo en su sitio web oficial.
En el 2003, Texstar creó una fork de Mandrake Linux 9.2 (la cual había sido lanzada en octubre de ese mismo año). Trabajando estrechamente con el Proyecto LiveCD, Texstar ha desarrollado desde entonces esa bifurcación independientemente. Los lanzamientos iniciales fueron sucesivamente numerados como "preestrenos"(pnúmero), es decir, p5, p7, p8 hasta p81a, luego p9, p91, p92.
Más recientemente, MiniME 0.93 fue lanzada el 16 de mayo de 2006 como un mínimo CD "Vivo e instala"(CD Cargado o Activo y CD instalable). MiniME fue diseñado para una pequeña y rápida instalación, permitiendo que los usuarios modifiquen su sistema para requisitos particulares eligiendo todos las aplicaciones deseadas.
En agosto de 2006, tres nuevos CD/ISO, numerados como 0.93a, fueron lanzados: "MiniMe", "Junior" y "Big Daddy". Al mismo tiempo, los paquetes originales que componen KDE habían sido divididos en pequeñas partes, mientras que algunas porciones menos esenciales de KDE habían sido omitidas en el CD.
Consecuentemente, Texstar fue capaz de ajustar el paquete más grande, OpenOffice.org, en el lanzamiento de BigDaddy. Como efecto secundario de esta "derivación", KDE funciona, tal vez, un poco más rápido.
MiniMe contiene una instalación mínima, para que los usuarios experimentados agreguen su propia selección de paquetes, mientras que Junior agrega algunos paquetes esenciales de escritorio, manteniendo al usuario entre las otras dos versiones (MiniMe y Big Daddy). En el lanzamiento de la versión 0.93a, fue implementada una mayor revisión del código de la instalación, dando como resultado una instalación más rápida y una detección del hardware más eficaz que la obtenida en versiones anteriores.

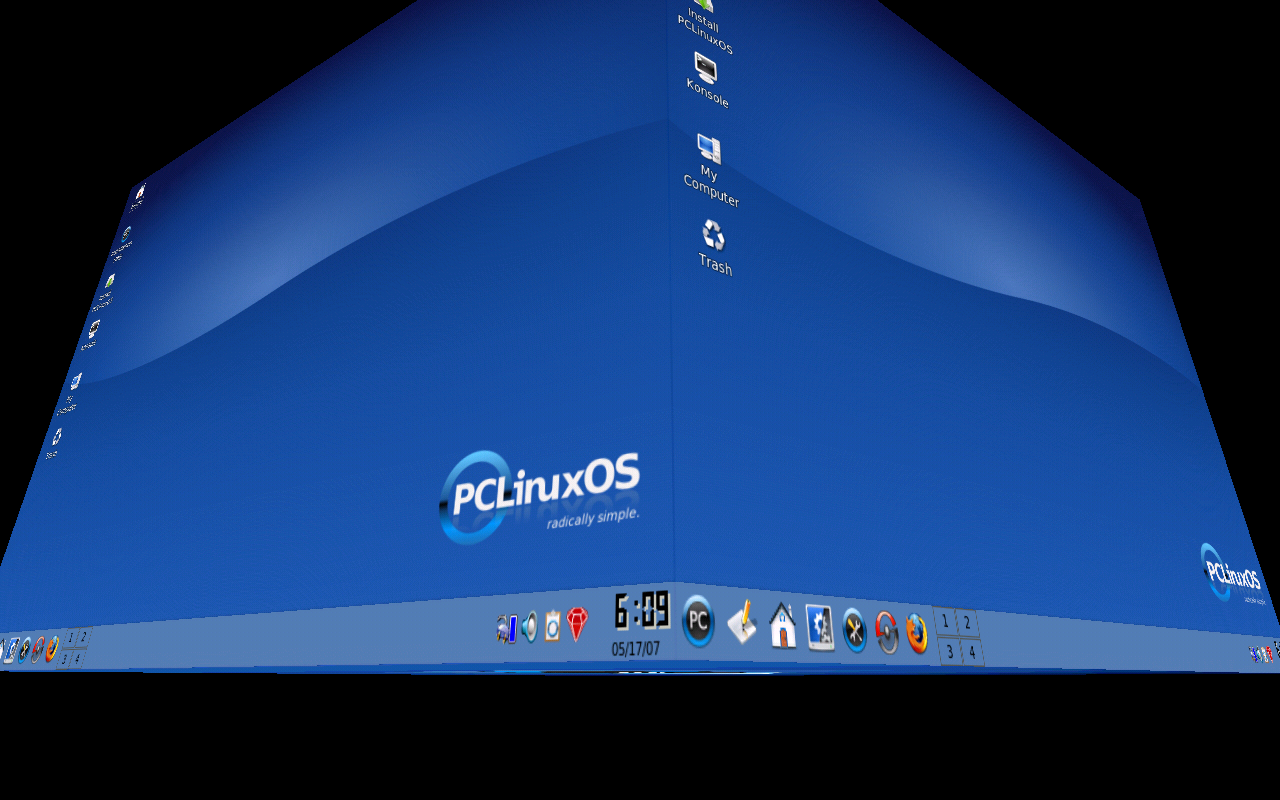
PCLinuxOS mostrando efectos en cubo^{Compiz}

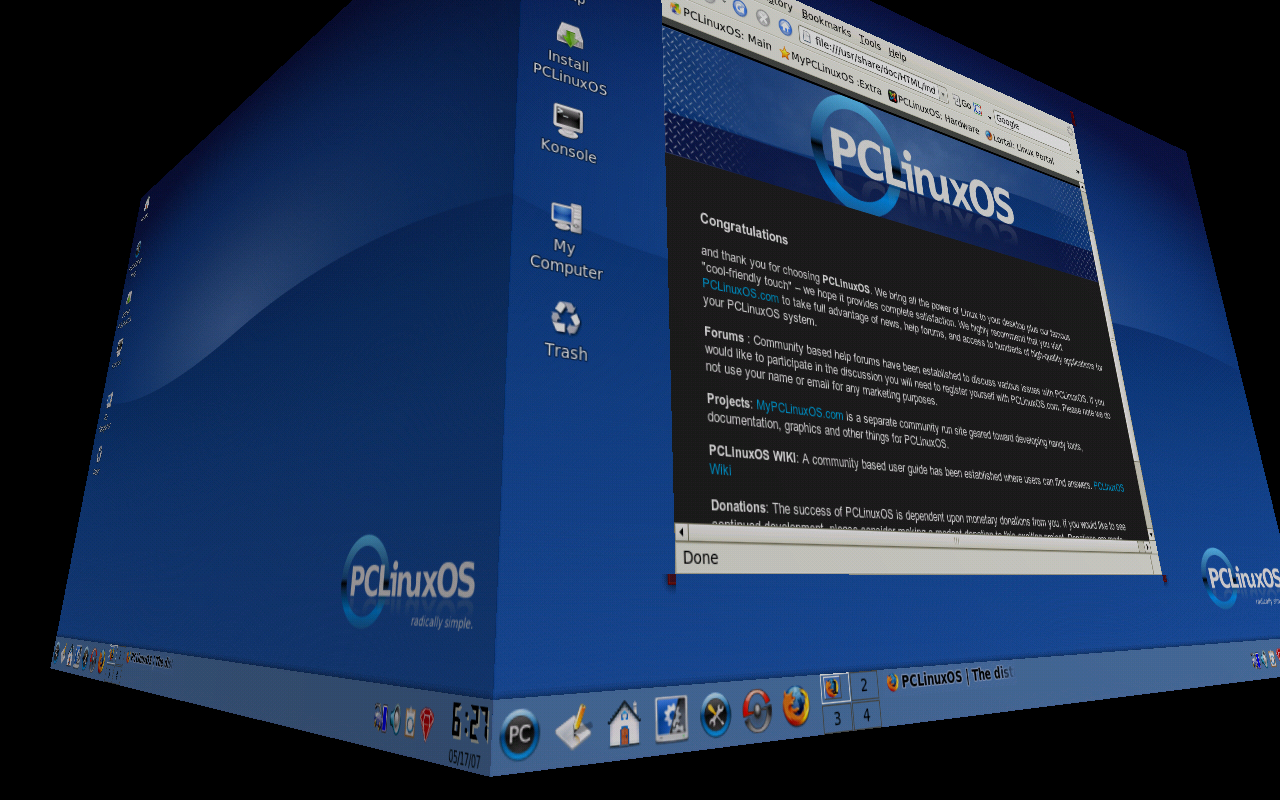
PCLinuxOS efectos en cubo^{Compiz} y ventana documentación de bienvenida.

Con el advenimiento de PCLinuxOS 2007, también conocida como la versión .94, ha habido un cambio completo hacia un código más moderno, que requiere, por parte del usuario, una completa reinstalación, aunque después permitirá actualizaciones sin futuras reinstalaciones desde cero. La nueva versión ofrece un nuevo aspecto, e incorpora efectos 3D. Compiz viene preinstalado, y pueden ser configurados con el Centro de Control de PCLOS. Un nuevo logo también se ha diseñado para la nueva versión, y se incorpora en la pantalla de arranque. Un nuevo inicio de sesión (log in, o login, en inglés) se ha diseñado, titulada "Oscura".
La versión 2009.1 fue publicada el 11 de marzo de 2009 y está basado en el kernel 2.6.26.8 y KDE 3.5.10, ya que los desarrolladores argumentaron que KDE 4 no cumplía aún con las expectativas respecto a la funcionalidad. KDE 4 será añadido al repositorio oficial como entorno de escritorio alternativo.

## Características
PCLinuxOS se distribuye como un CD Activo o Vivo, que puede también instalarse en el disco duro. Cuando es usada como un LiveCD, se puede trabajar con un "Pendrive" (memoria USB), donde la configuración y datos personales son guardados. Una vez que se ha instalado en el disco duro de un computador personal, el usuario de PCLinuxOS puede agregar, quitar o actualizar todos los paquetes de software que desee, utilizando la herramienta APT, un sistema de administración de paquetes de la distribución Debian Linux, junto con Synaptic, un programa que recolecta datos desde el usuario, es decir, en una interfaz gráfica de usuario interactúa con él para hacer uso de APT, según las órdenes que sean indicadas. A diferencia de Debian PCLinuxOS usa el sistema de paquetes RPM.
PCLinuxOS posee un arranque rápido, una biblioteca grande de software, y compatibilidad con varias impresoras y otro hardware. A partir de la versión 2007 utiliza un sistema de rolling release, lo que significa que las versiones son compatibles entre sí y no hace falta instalarlo de nuevo cuando se quiere utilizar una versión nueva.

## Relación conMandriva Linux
Aunque conserva un "aspecto y sensación similares" a Mandriva Linux, PCLinuxOS se ha alejado de ella perceptiblemente. La mayoría de las partes, como el núcleo Linux, GCC de GNU y KDE, han sido empaquetados independientemente.
Se distingue por tener características de otras distribuciones además de Mandriva, y numerosos proyectos de distribuciones independientes.
PCLinuxOS mantiene su propio repositorio de software, disponible vía APT y Synaptic, reemplazando completamente la herramienta de administración de paquetes de Mandriva, llamada urpmi. PCLinuxOS  mantiene una trayectoria completamente válida para la actualizaciones desde la versión 1.0. Esto significa que una instalación podría actualizarse hasta las últimas versiones de paquetes. En el lanzamiento de prueba antes de la versión 1.0, ha sido a veces necesario efectuar una reinstalación.
Otras diferencias incluyen una distribución de menú propia, gráficos y conjuntos de iconos retocados.
PCLinuxOS pone especial énfasis en el escritorio, concentrando sus esfuerzos para el hogar o pequeños entornos empresariales, prestando menos atención a otros usos "más tradicionales", como los servidores (aunque los paquetes para la mayoría de las tareas de los servidores están disponibles).

## Proyecto
Hay muchos proyectos asociados a PCLinuxOS. Desde que incluye el script mklivecd, hay muchas distros basadas en PCLinuxOS. Algunos proyectos son:
- Small Business Edition[4]
- Amarok LiveCD[5]
- VideoLinux
- CAE Linux[6]
- PCLinuxOS MythEdition
- PCLinuxOS KDE Fullmonty (FM) edition
- SAM Linux

El Proyecto PCLinuxOS Magazine es una comunidad de libre publicación centrada en los usuarios de PCLinuxOS hecha por MyPCLinuxOS. Esta publicación en línea fue comenzada en septiembre de 2006, por un grupo de usuarios de PCLinuxOS con una cierta experiencia de publicación. Todo el contenido para la publicación es solicitada a la base de usuario de PCLinuxOS.
MyPCLinuxOS.com también, ha comenzado un proyecto para crear una versión de GNOME para PCLinuxOS. A partir de la versión 2009.1 la edición GNOME es lanzada en conjunto con la versión oficial, pero aún es considerada una remasterización comunitaria no oficial.

## Compatibilidad
PCLinuxOS es capaz de reconocer e instalar automáticamente drivers para una amplia gama de impresoras y de escáneres. PCLinuxOS también puede reproducir casi cualquier formato privativo de archivo multimedia (WMA, MP3, MPEG, RM, MOV, AVI, etc.). Sin embargo, la biblioteca libdvdcss para la reproducción de DVD no está instalada inicialmente, aunque se encuentra válida desde los repositorios oficiales.

## Tiempo de inactividad
El 9 de abril de 2007 la compañía que proporcionó hospedaje al sitio web de PCLinuxOS no podía continuar haciéndolo, debido al creciente tráfico generado en el sitio. Al mismo tiempo, ibiblio, la cual hospeda los paquetes de repositorios de PCLinuxOS y muchas otras distribuciones Linux se iba fuera de línea. Por lo tanto ni el sitio web de PCLinuxOS ni los repositorios desde los cuales conseguir actualizaciones de software funcionaban.
Poco después de esta situación insospechada, un artículo apareció en diario en línea The Inquirer que hacía alusión de los problemas que sufría la distribución.
El 12 de abril un desarrollador de PCLinuxOS agregó un nuevo informativo en una página web temporal, vía Google Notebook indicando de que el tiempo de inactividad era terminantemente temporal y que sitio web los servidores serían copiados pronto, proporcionando enlaces a foros temporales y a noticias más profundizadas de la situación que se desarrollaba.
El sitio fue relanzado con un hospedaje web y una nueva apariencia. PCLinuxOS 2007/TR4 fue lanzada poco después del relanzamiento.

## Distribuciones derivadas

### TinyMe
TinyMe es una minidistribución de Linux basada en PCLinuxOS, la cual está orientada a hardware antiguo. El proyecto comenzó en noviembre de 2006. Usa Openbox como gestor de ventanas, el cual es más pequeño y rápido que KDE, el entorno de escritorio usado en PCLinuxOS.

### SAM Linux
SAM Linux Desktop es una distribución Linux basada en PCLinuxOS 2007 que se presenta en formato LiveCD y CD de instalación, es fácil de usar, rápida y limpia. Usa el entorno de escritorio XFce 4.4 y viene acompañada de varias aplicaciones no libres, como Adobe Flash plugin, Java y RealPlayer. También incluye aplicaciones libres como Mozilla Firefox, Wine y OpenOffice.org 2.2.